# Martti Siirala
Martti Johannes Siirala, född 18 december 1889 i Viborg, död 10 april 1948 i Helsingfors, var en finländsk läkare. Han var far till psykiatern Martti Olavi Siirala.
Siirala blev medicine och kirurgie doktor 1918. Han verkade 1918–1924 som kommunalläkare i Libelits, utbildade sig 1924–1926 till specialist i obstetrik och gynekologi vid Helsingfors allmänna sjukhus samt arbetade därefter vid Barnmorskeinstitutet i Helsingfors.
Siirala, som hade en bred samhällelig syn på moderskapet och familjen, är känd som pionjär för moderskapsvården; han utgav 1938 boken Äitiyshuollosta (svensk översättning Om moderskapsvård, samma år) och gjorde en betydande insats för barnmorskeinstitutionen i Finland. Han engagerade sig som en av de första i landet i familjeplaneringsfrågor, som på 1930-talet var någonting nytt i hela världen, och arbetade 1935–1937 som läkare vid landets första byrå för sexualfrågor och preventivmedelsrådgivning. Som medlem i centralstyrelsen för Finlands Röda Kors 1926–1940 gjorde han stora insatser för utbyggnaden av sjukstugorna i Finlands glesbygder samt för utvecklingen av sjuktransporterna.